# 关良
关良（1900年12月30日—1986年11月28日），男，广东番禺人，中国画家。

## 生平
1900年出生于广东番禺小谷围岛南亭村，3岁入读私塾，1917年和二哥关德寅赴日留学，进入川端画学校师从日本画家藤岛武二，后转入太平洋画会（现太平洋美术会），师从中村不折，1923年毕业后回国，任教于上海神州女学和上海美术专科学校。1927年参与北伐战争。1937年任教于国立艺术专科学校，1942年在四川成都举办画展，1945年担任浙江美术学院教授。
1957年与李可染作为中华人民共和国文化部代表访问东德，在柏林科学院举办画展，1960年担任上海中国画院画师和上海交通大学教授。擅长描绘京剧人物。四人幫被捕時，關良特地上街找到了幾支毛筆，當晚畫了一張《三打白骨精》，又喝了幾口平時從不沾邊的白酒，感嘆“這時我高興啊，我還真能在有生之年作畫，熱淚盈眶”。后來，好友葉聖陶題了一首詩“不辭反復繪三打，想見興懷玉宇清。石窟飛天堪媲美，如斯藝事倍精英。”在這幅見證歷史的畫上。後於1979年、1985年两次当选中国美术家协会理事。
1986年11月28日在上海逝世，享年86岁。